# Cephalotes porrasi
Cephalotes porrasi é uma espécie de inseto do gênero Cephalotes, pertencente à família Formicidae.